# Departament de Lempira
El departament de Lempira és un dels 18 departaments en què es divideix Hondures. Té una superfície de 4.228 quilòmetres quadrats I està localitzat a l'oest d'Hondures. Al nord limita amb els departaments de Copán i Santa Bárbara, al sud amb la República d'El Salvador. A l'oest amb Ocotepeque, Copán, El Salvador i a l'est amb els departaments de Santa Barbára i Intibucá. Va ser creat el 28 de juny del 1825.

## Història
Lempira va ser fundat el 28 de juny de 1825. Abans aquest departament pertanyia al territori de Gracias com a part de la primera organització territorial d'Hondures en 1536. El nom del departament és un tribut a l'heroi indígena Lempira originari d'aquest lloc.

## Activitats
L'economia del departament de Lempira està basada en l'agricultura. Cafè, blat de moro, arròs, tabac són entre altres productes part fonamental de les activitats diàries d'aquest departament.

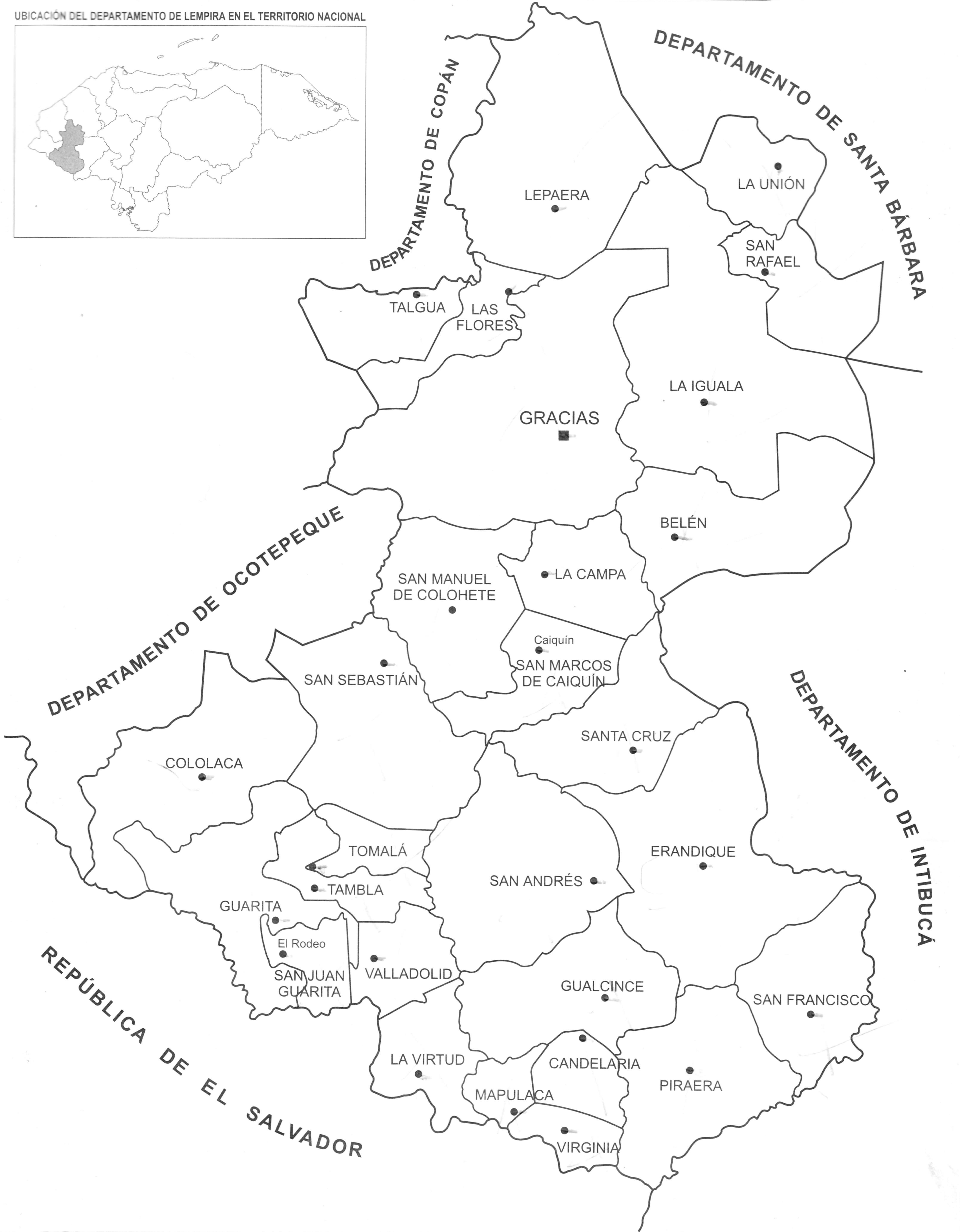
Mapa de la distribució territorial del Departament de Lempira.

## Municipis
1. Belén
2. Candelaria
3. Cololaca
4. Erandique
5. Gracias
6. Gualcince
7. Guarita
8. La Campa
9. La Iguala
10. Las Flores
11. La Unión
12. La Virtud
13. Lepaera
14. Mapulaca
15. Piraera
16. San Andrés
17. San Francisco
18. San Juan Guarita
19. San Manuel Colohete
20. San Marcos de Caiquín
21. San Rafael
22. San Sebastián
23. Santa Cruz
24. Talgua
25. Tambla
26. Tomalá
27. Valladolid
28. Virginia